# Conseil national (Suisse)
Pour les autres articles nationaux ou selon les autres juridictions, voir Conseil national.
52e législature
Diète fédérale
Palais fédéral
Le Conseil national est la chambre basse de l'Assemblée fédérale suisse. Il représente la population suisse alors que le Conseil des États représente les cantons suisses. Il est instauré par la Constitution fédérale de 1848.

## Renouvellement du Conseil national

### Généralités

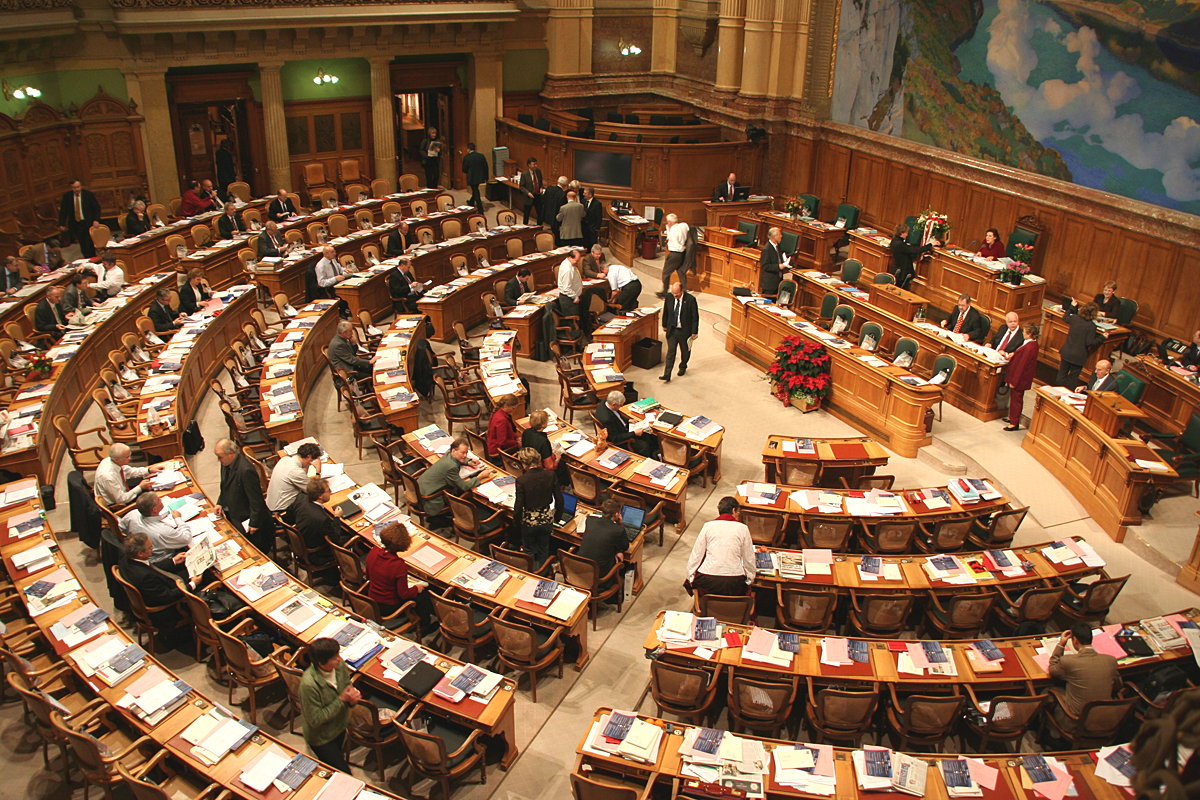
Le Conseil national en session.

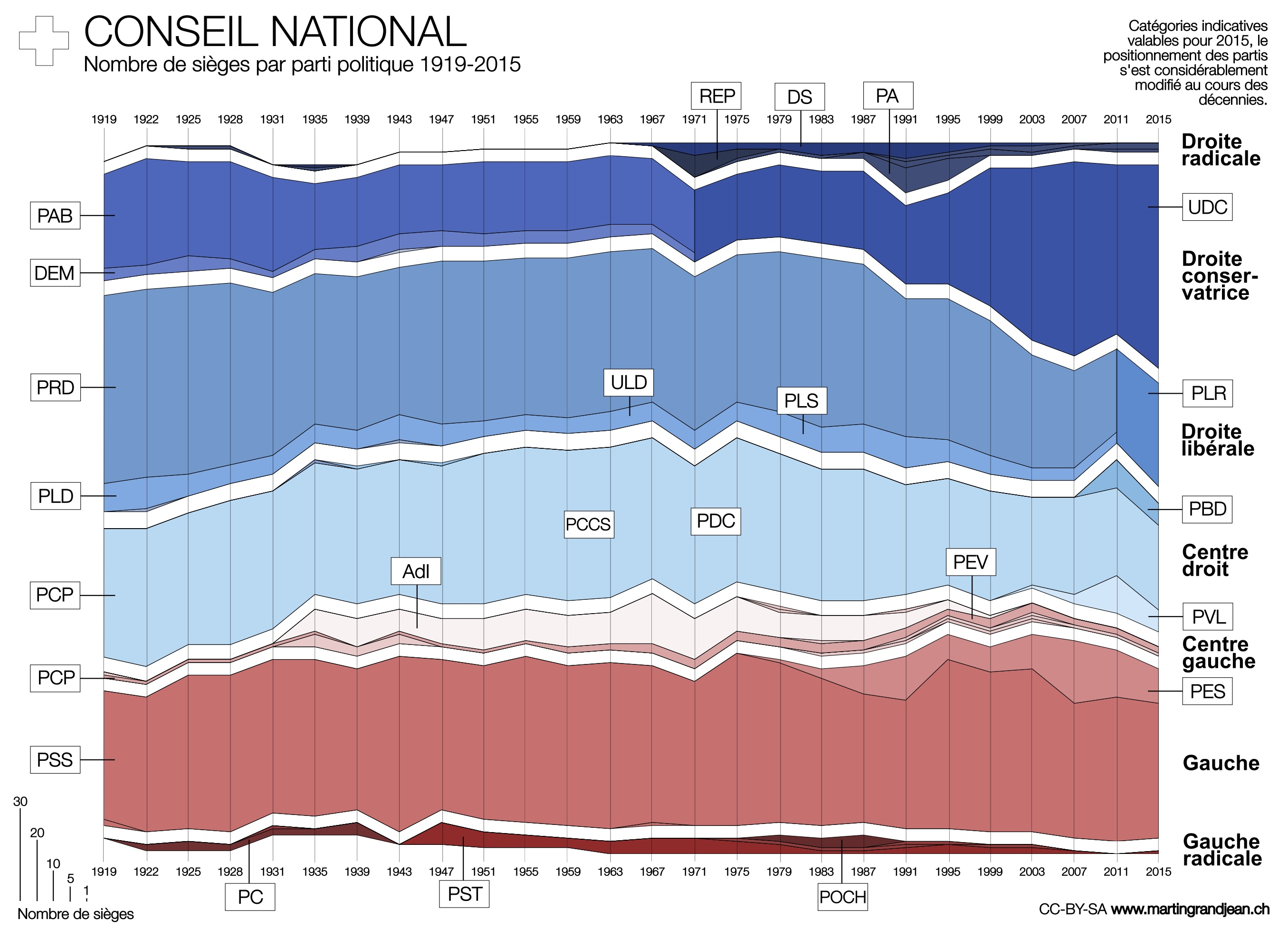
Répartition des partis politiques au Conseil national (1919-2015).

Le Conseil national est intégralement renouvelé tous les quatre ans, l’avant-dernier dimanche du mois d’octobre. Contrairement au Conseil des États, dont l'élection est régie par les différents droits cantonaux, l'élection du Conseil national est définie par le droit fédéral.

### Répartition des sièges entre les cantons
Chaque canton constitue une circonscription électorale. Les sièges sont répartis entre les cantons proportionnellement à leur population résidante. Depuis la modification de la loi sur le recensement du 22 juin 2007, en vigueur depuis le 1er janvier 2008, la population résidante correspond à celle déterminée par le recensement de l'année suivant directement la dernière élection du Conseil national.
Ainsi, la répartition des sièges pour le renouvellement du Conseil national d’octobre 2015 se fonde sur le recensement établi le 31 décembre 2012. Avant, la répartition se fondait sur le recensement le plus récent, celui-ci ayant lieu tous les dix ans. Le Conseil fédéral arrête par voie d'ordonnance le nombre de sièges par canton pour l'élection à venir. La méthode de calcul utilisée est définie par l’article 17 de la loi sur les droits politiques.

### Élection au système majoritaire
Dans les cantons qui n'ont droit qu'à un seul siège, à savoir actuellement Uri, Obwald, Nidwald, Glaris, Appenzell Rhodes-Extérieures et Appenzell Rhodes-Intérieures, l’élection a lieu au scrutin uninominal majoritaire à un tour. Les électeurs peuvent donner leur unique suffrage à n’importe quel citoyen éligible. Le candidat recueillant le plus de voix (majorité relative) est élu. En cas d’égalité, c’est le sort qui décide.

### Élection au système proportionnel
Dans les autres cantons, l’élection a lieu au scrutin proportionnel plurinominal à liste ouverte depuis le renouvellement du Conseil national de 1919, à la suite de l'acceptation de l'initiative populaire « Élection proportionnelle du Conseil national ».

#### Listes électorales
Les électeurs possèdent autant de suffrages que de députés à élire et accordent ces suffrages aux candidats de leur choix. Ils ont le choix entre plusieurs listes électorales, préalablement déposées par les différents mouvements politiques du canton en question. Une de ces listes est vierge et, à l'exception de celle-ci, toutes les autres possèdent un numéro d'ordre ainsi qu’un nombre de candidats (inférieur ou égal au nombre de sièges à pourvoir). Les électeurs choisissent une seule liste, qui sera alors leur bulletin de vote. Ils peuvent y effectuer les opérations suivantes :
- le latoisage, qui permet de biffer un ou plusieurs candidats de la liste choisie,
- le panachage, qui permet de rajouter un ou plusieurs candidats à la liste choisie,
- le cumul, qui permet d'accorder un suffrage supplémentaire à un candidat de la liste choisie.

Pour ces opérations, deux règles sont à respecter : 
- une liste ne peut pas comporter plus de candidats que de sièges à pourvoir ;
- une liste ne peut pas comporter plus de deux fois le nom d'un même candidat.

#### Types de suffrages
Si la liste choisie est la liste vierge, le numéro d'ordre d'une autre liste existante peut lui être attribué. Dans ce cas, les suffrages non utilisés sont attribués (en tant que suffrages complémentaires) à la liste identifiée par le numéro d'ordre attribué à la liste vierge. Si aucun numéro d'ordre n'est attribué à la liste vierge, les suffrages non utilisés sont considérés comme des suffrages blancs.
Une fois les bulletins de vote dépouillés, le nombre de suffrages qu'a reçu une liste est la somme des suffrages complémentaires (suffrages non utilisés ou candidats biffés et non remplacés) et des suffrages nominatifs (suffrages reçus par les candidats de la liste). C'est ce nombre de suffrages qui permet de déterminer la force d'une liste et qui est utilisé lors de la répartition des sièges.

#### Apparentements
Deux types d'alliances sont possibles entre deux ou plusieurs listes. Cependant, elles ne sont utiles qu'en vue de la répartition des sièges et ne constituent pas une éventuelle promesse de partage du pouvoir. Les deux possibilités sont :
- l'apparentement, qui se fait entre partis d’idéologie proche (p. ex. socialistes et écologistes),
- le sous-apparentement, qui permet de différencier les listes d'un même parti par un ou plusieurs des critères suivants : l'âge (p. ex. listes jeunes et listes seniors), le sexe (p. ex. listes femmes), la région ou l'aile du parti.

La répartition des sièges s'effectue selon le système Hagenbach-Bischoff, d'abord entre les différents apparentements, puis entre les sous-apparentements et enfin entre les listes de ces sous-apparentements.

#### Force des partis
Le nombre de suffrages dont dispose un électeur variant d'un canton à l'autre, il n'est pas possible d'obtenir la force d'un parti au niveau fédéral simplement en additionnant le nombre de suffrages obtenus par les listes du parti dans tous les cantons. Pour mesurer la force d'un parti au niveau fédéral, l'Office fédéral de la statistique a défini la notion d'électeurs fictifs, qui se calcule au niveau cantonal en divisant le nombre de suffrages obtenus par un parti par le nombre moyen de suffrages utilisés par les électeurs (très proche du nombre de sièges que le canton possède). Plus précisément :
{\displaystyle {\text{Électeurs fictifs (parti A)}}={\text{Suffrages obtenus (parti A)}}\times {\frac {\text{Total des bulletins valables (canton)}}{\text{Total des suffrages exprimés (canton)}}}}
La force d'un parti au niveau fédéral peut alors être obtenue en additionnant le nombre d'électeurs fictifs du parti pour chaque canton. Le pourcentage du parti s'obtient en divisant cette somme par le nombre total d'électeurs fictifs (au niveau fédéral).

## Groupes interparlementaires
Le Conseil national comprend un certain nombre de groupes interparlementaires composés aussi bien de membres du Conseil national que du Conseil des États. Ils sont fondés pour regrouper en leur sein tous les députés, indépendamment de leur parti politique, intéressés à débattre d'une question particulière ou d'un sujet. Il existe des dizaines de groupes interparlementaires, dont les plus importants sont consacrés à l'économie, à l'environnement, à l'éducation et à l'agriculture. D'autres s'intéressent à nouer des contacts étroits avec les parlements nationaux d'autres pays.

## Action des députés
Un député au Conseil national peut déposer une initiative parlementaire, soit une demande concrète de modification de la législation, une motion, soit une demande d'examen de l'opportunité de modifications législatives, un postulat, soit une demande d'évaluation d'un sujet particulier, ou une interpellation, soit une demande de réponse circonstanciée au Conseil fédéral, ou encore une simple question, écrite ou orale, à celui-ci.

## Composition actuelle

### Répartition des sièges par parti
Les dernières élections du Conseil national ont eu lieu le 22 octobre 2023. Les pourcentages représentent la part des votes reçus.
|  | Partis                                                             | Sigles  | Groupes | Tendances politiques                                  | Sièges 2011 (%) | Sièges 2015 (%) | Sièges 2019 (%) | Sièges 2023 (%) |
|  | ------------------------------------------------------------------ | ------- | ------- | ----------------------------------------------------- | --------------- | --------------- | --------------- | --------------- |
|  | Union démocratique du centre                                       | UDC     | V       | droite radicale à extrême droite/libéral/nationaliste | 54 (27 %)       | 65 (29 %)       | 53 (26 %)       | 62 (28 %)       |
|  | Parti socialiste                                                   | PSS     | S       | social-démocrate                                      | 46 (19 %)       | 43 (19 %)       | 39 (17 %)       | 41 (18 %)       |
|  | Le Centre (fusion du PDC (25 sièges) et du PBD (3 sièges) en 2021) | LC      | C       | démocrate chrétien/centre droit                       | –               | –               | 28 (13 %)       | 29 (14 %)       |
|  | Parti libéral-radical                                              | PLR     | RL      | libéral/radical                                       | 30 (15 %)       | 33 (16 %)       | 29 (15 %)       | 28 (14 %)       |
|  | Parti écologiste (Les Verts)                                       | PES     | G       | écologiste/progressiste                               | 15 (8 %)        | 11 (7 %)        | 28 (13 %)       | 23 (10 %)       |
|  | Parti démocrate-chrétien (fusionne dans Le Centre en 2021)         | PDC     | C       | démocrate chrétien/centre droit                       | 28 (12 %)       | 27 (12 %)       | –               | –               |
|  | Parti vert libéral                                                 | PVL     | GL      | écologiste/libéral                                    | 12 (5 %)        | 7 (5 %)         | 16 (8 %)        | 10 (8 %)        |
|  | Parti bourgeois-démocratique (fusionne dans Le Centre en 2021)     | PBD     | C       | libéral/conservateur                                  | 9 (5 %)         | 7 (4 %)         | –               | –               |
|  | Parti évangélique                                                  | PEV     | C       | chrétien/centre gauche                                | 2 (2 %)         | 2 (2 %)         | 3 (2 %)         | 2 (2 %)         |
|  | Parti suisse du travail                                            | PST-POP | G       | extrême gauche                                        | –               | 1 (1 %)         | 1 (1 %)         | –               |
|  | SolidaritéS                                                        | Sol.    | G       | extrême gauche                                        | –               | –               | 1 (1 %)         | –               |
|  | Union démocratique fédérale                                        | UDF     | V       | chrétien/conservateur/nationaliste                    | –               | –               | 1 (1 %)         | 2 (1 %)         |
|  | Ligue des Tessinois                                                | Lega    | V       | régionaliste/populiste                                | 2 (1 %)         | 2 (1 %)         | 1 (1 %)         | 1 (1 %)         |
|  | Parti chrétien-social d'Obwald                                     | PCO     |         | régionaliste/christianisme social                     | 1 (1 %)         | 1 (1 %)         | –               | –               |
|  | Mouvement citoyens genevois                                        | MCG     | V       | régionaliste/populiste                                | 1 (1 %)         | 1 (1 %)         | –               | 2 (1 %)         |

- V = Volkspartei (traduction littérale du nom allemand de l'UDC, « parti du peuple »)
- S = socialiste
- RL = radical-libéral
- C = centre (centre et évangélique, M-E)
- G = Grün (Verts)
- GL = Grünliberal (Verts libéraux)

Les élections fédérales de 2023 ont vu une nette diminution des sièges des Verts (−5) et des Vert'libéraux (−6) au profit de l'Union démocratique du centre (+9) et du Parti socialiste suisse (+2). Le Centre a également créé la surprise en dépassant en nombre de sièges le Parti libéral-radical devant ainsi le troisième parti du pays.

### Répartition des sièges par canton
| Canton                       | 1963 | 1967 | 1971 | 1975 | 1979 | 1983 | 1987 | 1991 | 1995 | 1999 | 2003 | 2007 | 2011 | 2015 | 2019 | 2023 |
| ---------------------------- | ---- | ---- | ---- | ---- | ---- | ---- | ---- | ---- | ---- | ---- | ---- | ---- | ---- | ---- | ---- | ---- |
| Zurich                       | 35   | 35   | 35   | 35   | 35   | 35   | 35   | 35   | 34   | 34   | 34   | 34   | 34   | 35   | 35   | 36   |
| Berne                        | 33   | 33   | 31   | 31   | 29   | 29   | 29   | 29   | 27   | 27   | 26   | 26   | 26   | 25   | 24   | 24   |
| Lucerne                      | 9    | 9    | 9    | 9    | 9    | 9    | 9    | 9    | 10   | 10   | 10   | 10   | 10   | 10   | 9    | 9    |
| Uri                          | 1    | 1    | 1    | 1    | 1    | 1    | 1    | 1    | 1    | 1    | 1    | 1    | 1    | 1    | 1    | 1    |
| Schwytz                      | 3    | 3    | 3    | 3    | 3    | 3    | 3    | 3    | 3    | 3    | 4    | 4    | 4    | 4    | 4    | 4    |
| Obwald                       | 1    | 1    | 1    | 1    | 1    | 1    | 1    | 1    | 1    | 1    | 1    | 1    | 1    | 1    | 1    | 1    |
| Nidwald                      | 1    | 1    | 1    | 1    | 1    | 1    | 1    | 1    | 1    | 1    | 1    | 1    | 1    | 1    | 1    | 1    |
| Glaris                       | 2    | 2    | 1    | 1    | 1    | 1    | 1    | 1    | 1    | 1    | 1    | 1    | 1    | 1    | 1    | 1    |
| Zoug                         | 2    | 2    | 2    | 2    | 2    | 2    | 2    | 2    | 3    | 3    | 3    | 3    | 3    | 3    | 3    | 3    |
| Fribourg                     | 6    | 6    | 6    | 6    | 6    | 6    | 6    | 6    | 6    | 6    | 7    | 7    | 7    | 7    | 7    | 7    |
| Soleure                      | 7    | 7    | 7    | 7    | 7    | 7    | 7    | 7    | 7    | 7    | 7    | 7    | 7    | 6    | 6    | 6    |
| Bâle-Ville                   | 8    | 8    | 7    | 7    | 7    | 6    | 6    | 6    | 6    | 6    | 5    | 5    | 5    | 5    | 5    | 4    |
| Bâle-Campagne                | 5    | 5    | 7    | 7    | 7    | 7    | 7    | 7    | 7    | 7    | 7    | 7    | 7    | 7    | 7    | 7    |
| Schaffhouse                  | 2    | 2    | 2    | 2    | 2    | 2    | 2    | 2    | 2    | 2    | 2    | 2    | 2    | 2    | 2    | 2    |
| Appenzell Rhodes-Extérieures | 2    | 2    | 2    | 2    | 2    | 2    | 2    | 2    | 2    | 2    | 1    | 1    | 1    | 1    | 1    | 1    |
| Appenzell Rhodes-Intérieures | 1    | 1    | 1    | 1    | 1    | 1    | 1    | 1    | 1    | 1    | 1    | 1    | 1    | 1    | 1    | 1    |
| Saint-Gall                   | 13   | 13   | 12   | 12   | 12   | 12   | 12   | 12   | 12   | 12   | 12   | 12   | 12   | 12   | 12   | 12   |
| Grisons                      | 5    | 5    | 5    | 5    | 5    | 5    | 5    | 5    | 5    | 5    | 5    | 5    | 5    | 5    | 5    | 5    |
| Argovie                      | 13   | 13   | 14   | 14   | 14   | 14   | 14   | 14   | 15   | 15   | 15   | 15   | 15   | 16   | 16   | 16   |
| Thurgovie                    | 6    | 6    | 6    | 6    | 6    | 6    | 6    | 6    | 6    | 6    | 6    | 6    | 6    | 6    | 6    | 6    |
| Tessin                       | 7    | 7    | 8    | 8    | 8    | 8    | 8    | 8    | 8    | 8    | 8    | 8    | 8    | 8    | 8    | 8    |
| Vaud                         | 16   | 16   | 16   | 16   | 16   | 17   | 17   | 17   | 17   | 17   | 18   | 18   | 18   | 18   | 19   | 19   |
| Valais                       | 7    | 7    | 7    | 7    | 7    | 7    | 7    | 7    | 7    | 7    | 7    | 7    | 7    | 8    | 8    | 8    |
| Neuchâtel                    | 5    | 5    | 5    | 5    | 5    | 5    | 5    | 5    | 5    | 5    | 5    | 5    | 5    | 4    | 4    | 4    |
| Genève                       | 10   | 10   | 11   | 11   | 11   | 11   | 11   | 11   | 11   | 11   | 11   | 11   | 11   | 11   | 12   | 12   |
| Jura                         | -    | -    | -    | -    | 2    | 2    | 2    | 2    | 2    | 2    | 2    | 2    | 2    | 2    | 2    | 2    |

Avant 1963, le nombre total de sièges n'était pas fixé à 200, mais était de un délégué par 20 000 personnes.
En 2019, à la suite de l'évolution de la population, les cantons de Berne et de Lucerne perdent chacun un siège au Conseil national, alors que les cantons de Genève et Vaud gagnent un élu supplémentaire chacun.

### Féminisation
En 1971, année de l'introduction du droit de vote et d'éligibilité des femmes au niveau fédéral, onze femmes sont élues au Conseil national. Leur nombre augmente ensuite régulièrement au fil des législatures.
Elles occupent 39 % des sièges au 4 décembre 2023.

### Âge moyen
Le Conseil national de la 52e législature a une moyenne d'âge de 50 ans (au 1er janvier de la première année, contre 49 ans pour la législature précédente).